# Demangeptus pseudoflavicornis
Demangeptus pseudoflavicornis är en mångfotingart som beskrevs av Jean-Paul Mauriès 1976. Demangeptus pseudoflavicornis ingår i släktet Demangeptus och familjen Spirostreptidae. Inga underarter finns listade i Catalogue of Life.